# Пик, Джеймс
Джеймс Бенджамин Пик (англ. James Benjamin Peake; род. 18 июня 1944) — американский политический и государственный деятель, министр по делам ветеранов США (2007—2009).

## Биография
Пик родился 18 июня 1944 года в Сент-Луисе (Миссури), в семье военных. В 1966 году окончил Военную академию США. После службы во Вьетнаме в 101-й воздушно-десантной дивизии Пик получил несколько наград и поступил на медицинский факультет Корнельского университета, окончив его в 1972 году. Из армии Пик уволился в 2004 году в звании генерал-лейтенанта. После этого он работал в HOPE, QTC и CGI Group Inc. В 2007 году Пик стал 6-м министром по делам ветеранов США, занимая эту должность до 2009 года.